# مايرون غريمشاو
مايرون غريمشاو (بالإنجليزية: Myron Grimshaw) هو لاعب كرة قاعدة أمريكي، ولد في 30 نوفمبر 1875 في St. Johnsville, New York ‏ في الولايات المتحدة، وتوفي في 11 ديسمبر 1936 في قرية كاناجوهاري في الولايات المتحدة.

## وصلات خارجية
- مايرون غريمشاو على موقعبيزبول رفرنس.كوم (الدوري الرئيسي) (الإنجليزية)
- مايرون غريمشاو على موقعبيزبول رفرنس.كوم (الدوري الثانوي) (الإنجليزية)